# Phyllomedusa bahiana
Phyllomedusa bahiana é uma espécie de perereca (qualquer sapo que passa a maior parte de sua vida útil em árvores) pertencente à família Phyllomedusidae e que pode ser encontrada no Nordeste do Brasil, especificamente, do estado da Bahia. A Phyllomedusa bahiana tem sido submetida a diferentes classificações taxonômicas. Esta espécie já foi descrita como subespécie de Phyllomedusa burmeisteri e novamente como espécie válida.
Ela foi elevada ao status de espécie válida por Silva-Filho e Juncá, em 2006 com base em diferenças de vocalizações e morfologia de girinos.
A espécie pode ser encontrada perto das lagoas permanentes no da Caatinga, na presença de floresta sazonal e mata atlântica. Na área da Caatinga a paisagem é composta de rochas emergentes, riachos intermitentes, lagoas permanentes e temporárias. O clima da região é semi-árido com uma estação seca e molhada. A estação chuvosa na Serra São José vai de março a maio, e a estação seca vai de agosto a outubro. Em Lages, a estação das chuvas é de novembro a janeiro, e a estação seca é como acima (Silva-Filho e Juncá, 2006). P. bahiana foi encontrado dentro de fragmentos de floresta úmida, e é comum em áreas da caatinga com vegetação  acima de 3 metros de altura.
Desmatamento e incêndios de florestas estacionais deciduais e semi-decídual são as principais ameaças à espécie.